# Les Cascades de différentes provinces
Les Cascades de différentes provinces (Shokoku taki meguri) est une série de paysages gravés sur bois par l'artiste japonais de ukiyo-e Hokusai. Composée de huit gravures et achevée vers 1833-1834, elle est la première série d'ukiyo-e a aborder le thème de la chute d'eau, qu'elle représente de manière innovante et expressive. Les cascades occupent la plus grande partie de chaque scène, éclipsant les habitants. Hokusai leur donne une grande vivacité qui reflète ses croyances animistes.

## Contexte
Hokusai était adepte du bouddhisme de Nichiren. Au Japon, le bouddhisme est mêlé aux anciennes croyances animistes du shintoïsme selon lesquelles les dieux et les esprits habitent la nature environnante, que ce soient les arbres, les rochers ou les animaux. Les cascades choisies par Hokusai se situent au centre, à l'ouest et à l'est d'Honshū, la principale île de l'archipel japonais. Ces régions étaient des lieux de pèlerinage très connus par les voyageurs de son temps. Certaines ont été oubliées mais les chutes de Kirifuri, d'Amida et de Yōrō font aujourd'hui encore partie des plus admirées du Japon.

## Description
Pour la série des cascades, Hokusai utilise le pigment du bleu de Prusse, récemment importé et très populaire. Il accentue les différences de chacune pour mettre en avant leur unicité et leur beauté, ce qui renforce la dimension sacrée de ces chutes d'eau. Toutes les estampes sont de format vertical. Elles sont remarquables par la richesse de leurs coloris qui donnent toute son importance au thème de la série : l'eau qui tombe. L'artiste peint les montagnes et forêts environnantes avec des tons jaunes, bruns et verts qui contrastent avec le pigment bleu importé.
Les deux estampes marquantes de la série sont les représentations des cascades de Kirifuri et d'Amida. Pour Kirifuri, la chute d'eau semble vivante. Gian Carlo Calza la décrit comme un « alien téméraire », avec des « tentacules qui se tendent et se contractent. » Hokusai réunit deux points de vue différents pour l'estampe de la cascade d'Amida. Le bassin rond en haut de la cascade était connu pour ressembler à la tête de Buddha. Hokusai choisit une vue aérienne pour lui donner un air de mystère, tandis que le reste de la scène est représenté selon une vue de face. Cette estampe est considérée comme « un chef-d'œuvre de la peinture de paysage. »

## Galerie

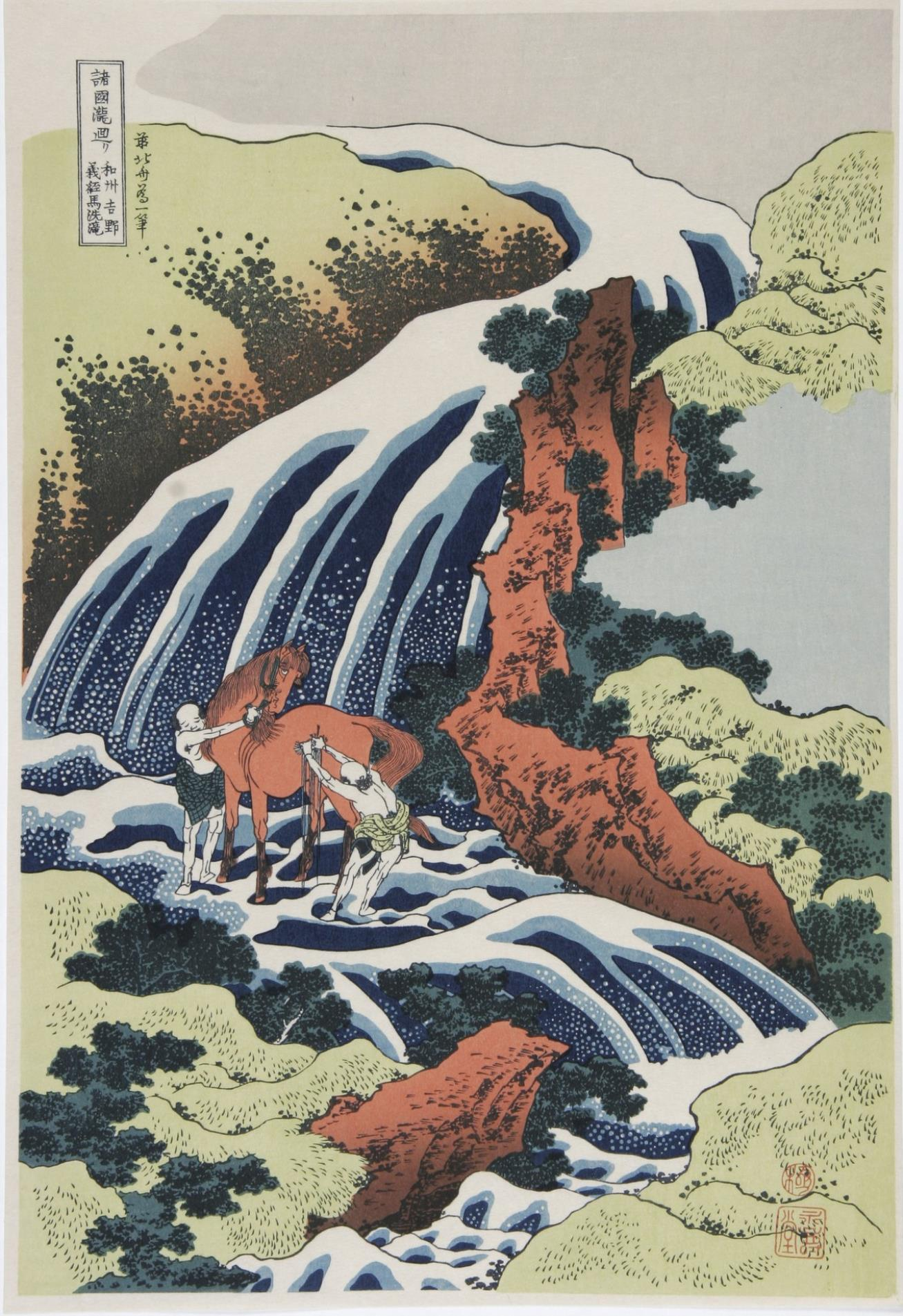
Cascade où Yoshitsune a lavé son cheval à Yoshino dans la province de Yamato (Washū Yoshino Yoshitsune uma arai no taki).
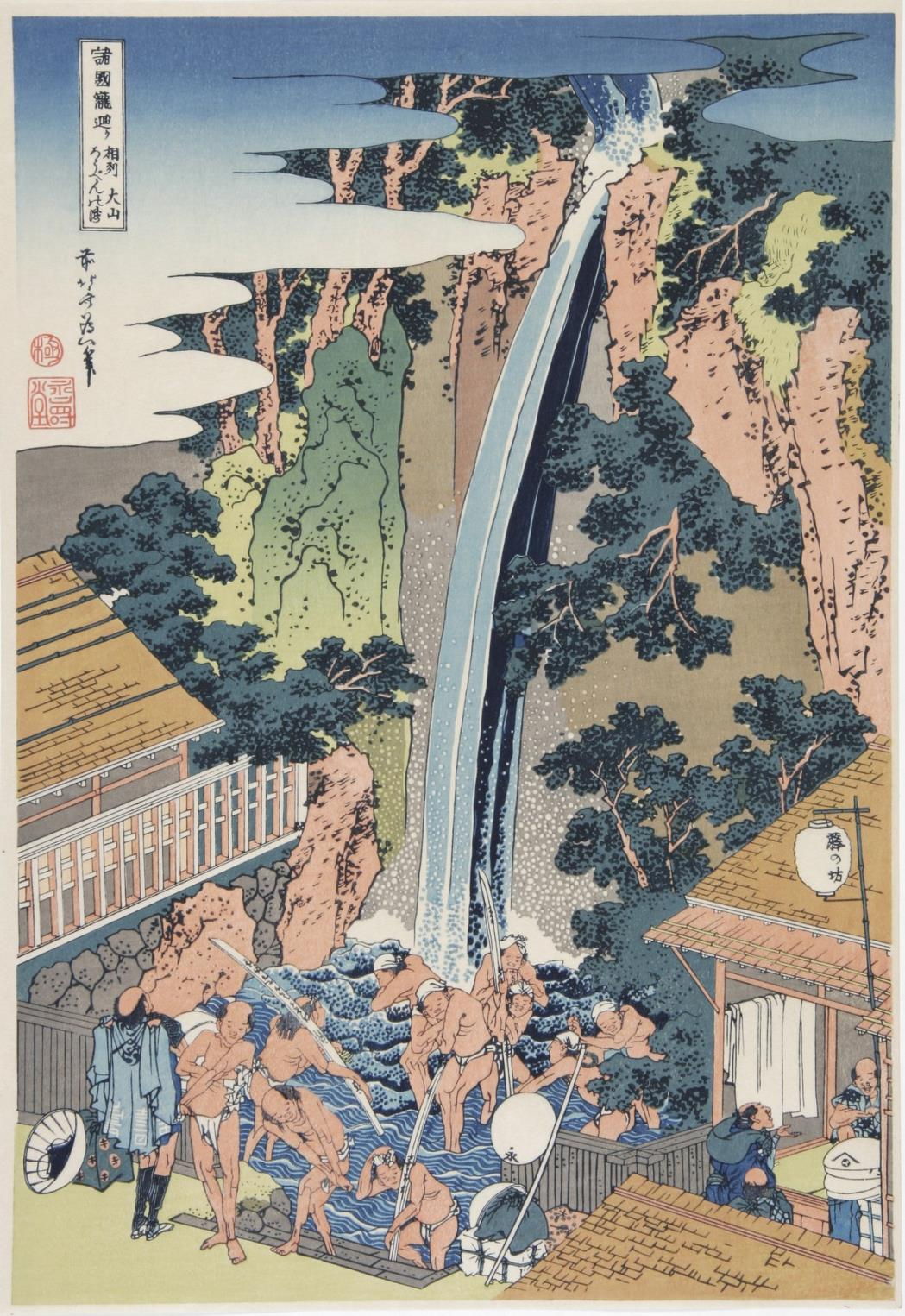
Cascade de Rōben à Ōyama dans la province de Sagami (Sōshū Ōyama Rōben no taki).
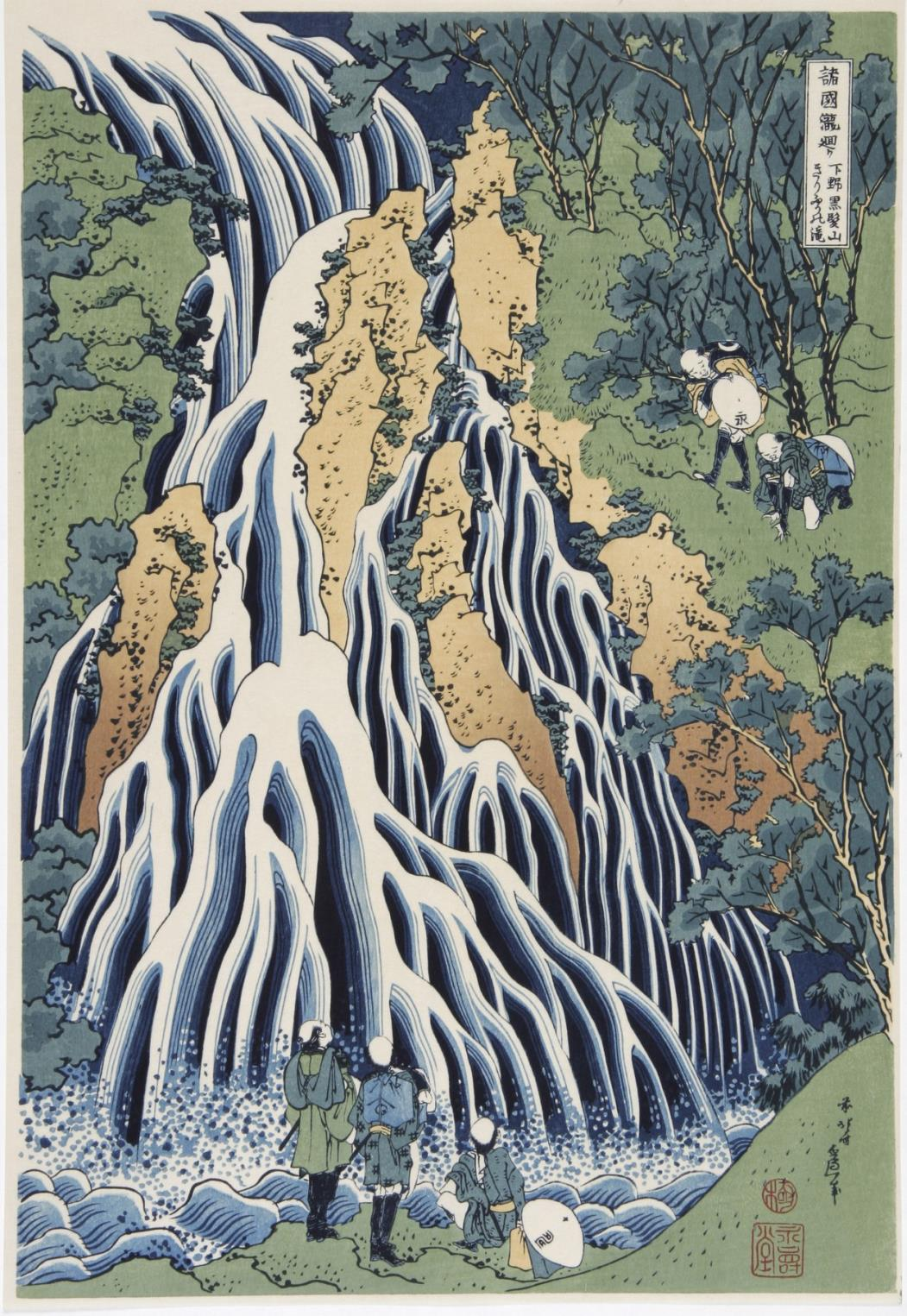
Cascade de Kirifuri sur la montagne Kurokami à Shimotsuke (Shimotsuke Kurokamiyama Kirifuri no taki).
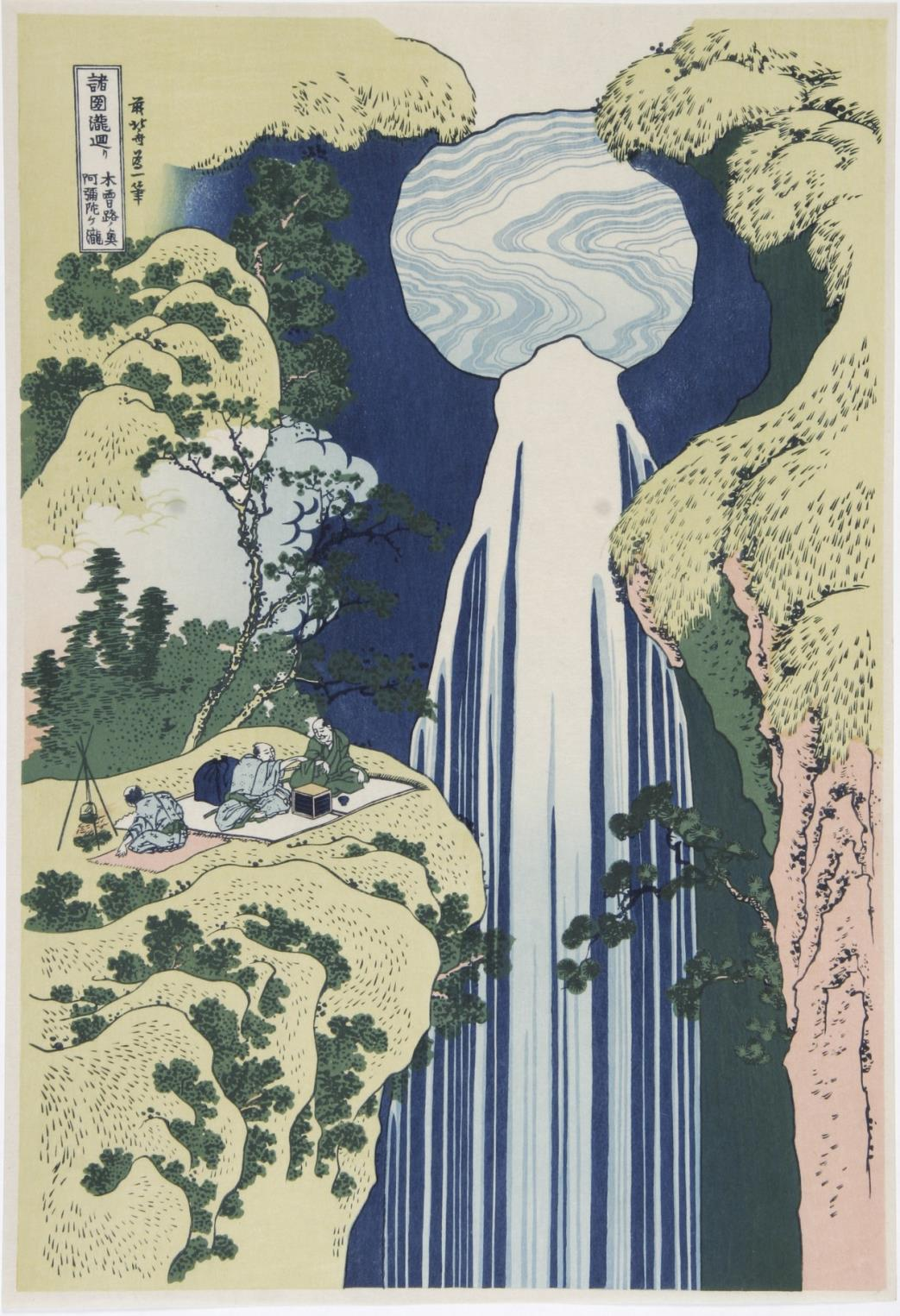
Chutes d'Amida dans les confins de la route Kisokaidō (Kisoji no oku Amida-ga-taki).
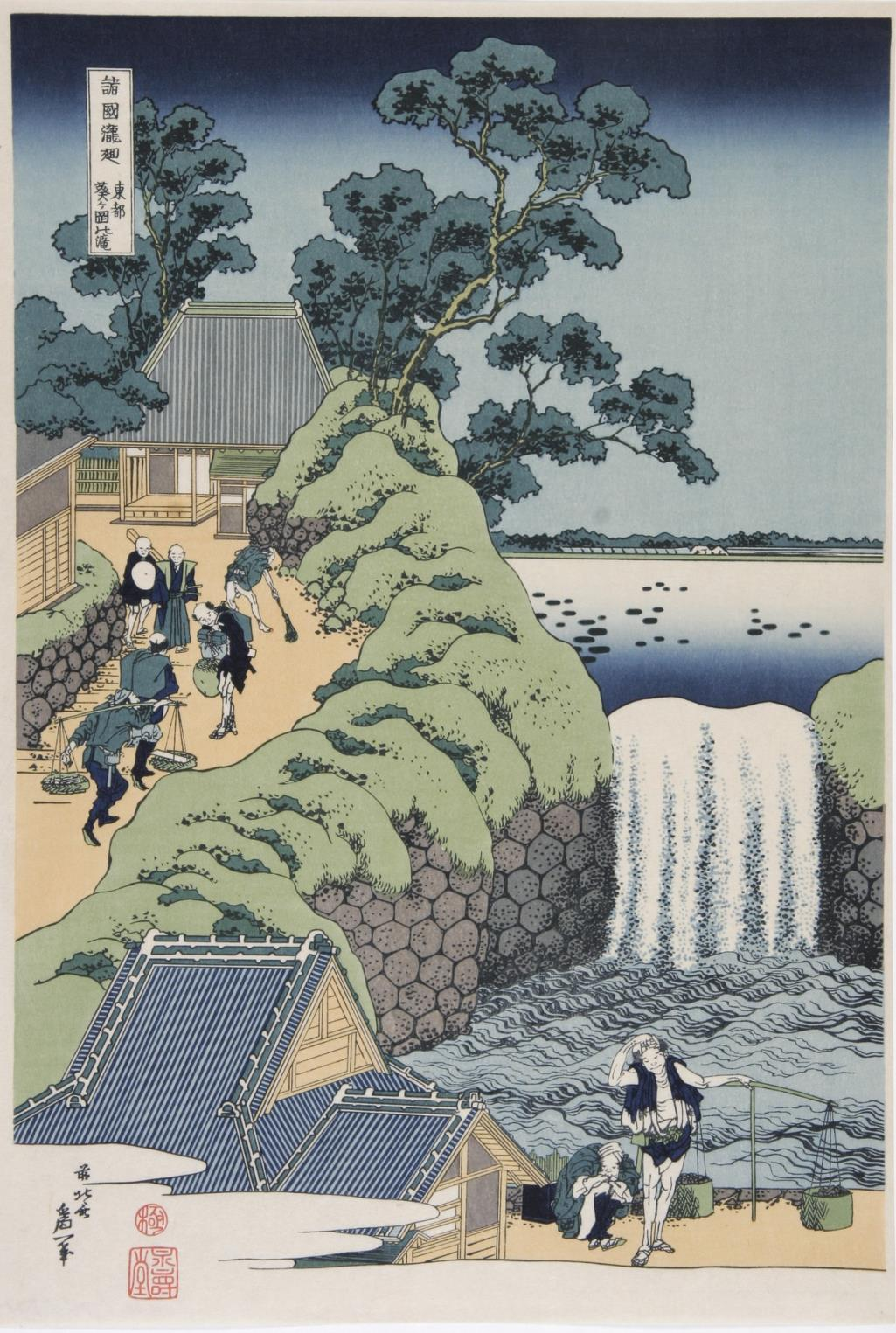
Chutes d'Aoigaoka à Edo (Toto Aoigaoka no taki).
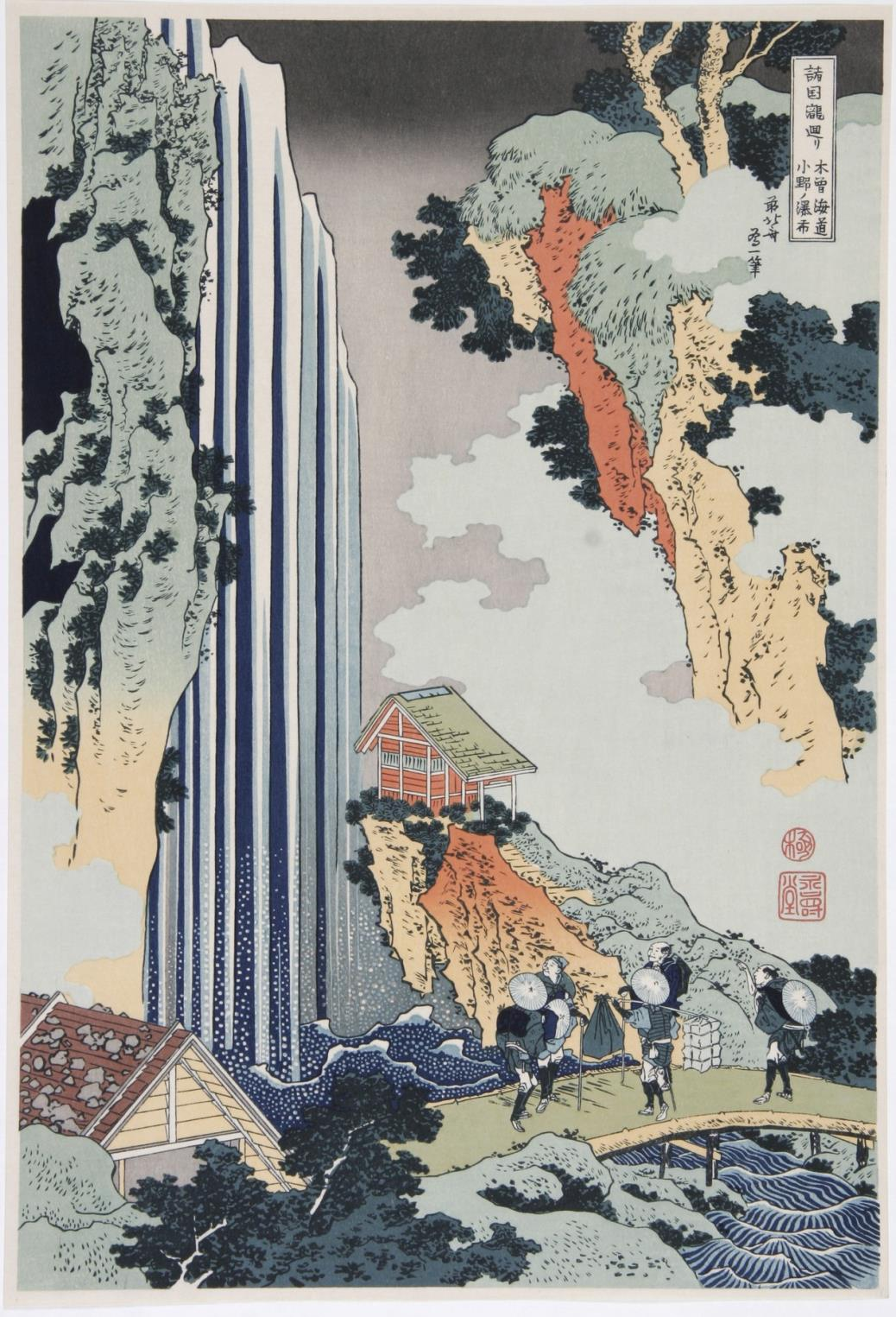
Cascade d'Ono sur le Kisokaidō (Kisokaidō Ono no bakufu).
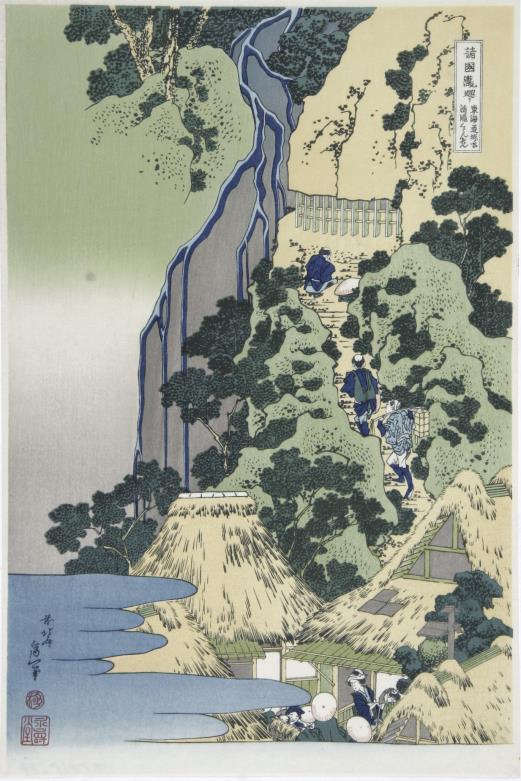
Cascade Kiyotaki Kannon à Sakanoshita sur le Tōkaidō (Tōkaidō Sakanoshita Kiyotaki kannon).
Cascade de Yōrō dans la province de Mino (Mino no Yōrō no taki).